# Линда Лавлејс
Линда Сузан Бореман (енгл. Linda Susan Boreman; Њујорк, 10. јануар 1949 — Денвер, 22. април 2002), познатија под својим уметничким именом Линда Лавлејс (енгл. Linda Lovelace), била је порнографска глумица која је 1972. године снимила филм Deep Throat (Дубоко грло), да би убрзо затим напустила порнографску индустрију и покренула велику антипорно кампању.
Deep Throat је легендарни порнографски филм који је померио много границе у том жанру за то време. Снимљен је за само четири дана и коштао је 25.000 долара.
Линда Бореман је касније изјавила да жали због своје порнографске каријере и да је била насилно приморана у порнографију од свог тада супруга Чак Трајнора (Chuck Traynor); такође је повукла своје уметничко име и у јавности поново користила своје право име. И поред свега, популарност филма ју је направила звездом против њене воље.
Иако је касније постала гласноговорник против порнографије, Бореманова је још увек веома популарна због свог извођења оралног секса у филму Deep Throat. Иако је током своје порно каријере користила име Лавлејс у комерцијалне сврхе, прва реченица у њеној књизи и исповести, Ordeal, коју је понављала до краја свог живота јесте „Моје име није Линда Лавлејс."

## Биографија

### Детињство и младост
Бореманова је похађала католичку школу, укључујући основну школу Св. Јована Крститеља у Јонкерсу, Њујорк, и средњу школу у Хартсдејлу, Њујорк. Њен отац је био полицајац. Од ране младости је била подвргнута строгој дисциплина своје мајке, побожне католикиње која ју је кажњавала за било какав преступ. Када је Линда напунила 16 година, породица се преселила на Флориду. У школи је добила надимак „Госпођица Света Света“ (Miss Holy Holy) зато што се увек држала са стране. Како год, у својој биографији "Ordeal" (1980) и у телевизијском шоу програму E! True Hollywood Story (2000), открива да је ванбрачно родила сина кад је имала 20 година, али да га је њена мајка дала на усвајање. Линда је наивно мислила да је дете привремено дато у неку установу за незбринуту децу, док она сама не буде спремна да води рачуна о њему, да би затим била тотално скрхана сазнавши да га више никада неће видети. Сели се за Њујорк где креће нови живот. У то време је доживела тешку саобраћајну несрећу, која јој је условила комплетну трансфузију крви. У циљу опоравка, враћа се на Флориду.

### Порнографска каријера
Током опоравка на Флориди у кући својих родитеља, Линда упознаје Чак Трајнора. Исте 1969. године се селе у Њујорк, где Трајнор постаје њен менаџер за порнографску индустрију (пимп) и супруг. (Бореманова је касније написала да је Трајнор одлучио да је ожени да би га брак правно заштитио у случају да дође до судског процеса).
Пре него што је постала звезда, Линда је снимила неколико 'хард-кор' кратких филмова, укључујући содомијски филм из 1969. године, под називом Dog Fucker или "Dogarama". Она је касније одбила да то снима поново.
Током 1972. Бореманова је снимила Deep Throat, вероватно финансијски најуспешнији порно-филм свих времена. Она је тврдила да није добила никакав новац за Deep Throat, а да је њених 1250 долара, које су јој по уговору припадале, узео Трајнор. У овом филму Линда је имала потпуно обријане гениталије и упражњавала је анални секс, што је за то време било тотално непојмљиво у порно-филмовима.
После невероватног успеха који је Deep Throat доживео, глумила је у још неколико 'софт-кор' филмова (у својој књизи Ordeal је тврдила да је Deep Throat њен једини порно-филм и да су остали порно-филмови у којима се појављивала само бледа сенка тог). Током 1973. и 1974. се појављује у магазинима Playboy, Bachelor и Esquire. Затим покушава да напусти порнографску сцену и да „оправда“ своје филмове, али убрзо уочава да ће је порнографска каријера пратити цео живот.
У јануару 1974. године, бива ухапшена због поседовања кокаина и амфетамина. Исте године, објављује две пропорнографске биографије. У оној каснијој, која се поклапа са разводом од Трајнора, тврди да ју је Трајнор под присилом и претњом пиштољем увукао у порнографију, као и да се модрице на њених ногама могу видети у филму Deep Throat. Трајнор се жени са Мерилин Чејмберс (Marilyn Chambers), младом порно звездом у успону. Линда је у својој аутобиографској књизи из 1980. године Ordeal тврдила да је њен брак са Трајнором био заснован на насиљу, силовању, принуђеној проституцији и приватној порнографији. Многи наводи из књиге, нарочито они који се тичу силовања и претњи пиштољем, су спорни јер не постоје сведоци који би то евентуално могли и да потврде.
Године 1974. Линда се удаје за Лари Марћанија (Larry Marchiano) са којим је имала двоје деце, Доминика (рођен 1977) и Линдси (1980).

### Антипорнографски активизам
Са објављивањем биографије Ordeal 1980, Бореманова се прикључује феминистичким антипорнографским удружењима; на конференцији за штампу на којој је објавила Ordeal и изнела у јавност оптужбе против Чак Трајнора, прикључила се активистима Андреи Дворкин (Andrea Dworkin), Катарини Макинон (Catharine MacKinnon), Глорији Стејнем (Gloria Steinem) и члановима радикалне феминистичке организације Women Against Pornography (Жене против порнографије). Износила је на јавним скуповима своје оптужбе против порно индустрије, поткрепљујући своје исказе личним искуствима и обелодањујући какве је све принуде и вређања претрпела. Порнограф Харт Вилијамс (Hart Williams) је творац израза “Линдин Синдром”, указујући на жене које напусте порнографију, а затим поричу своју прошлост, осуђујући порно индустрију.
У 1986. години, Линда Бореман објављује Out of Bondage, још једну књигу која се фокусира на њен живот после 1974. Исте године је сведочила пред Attorney General's Commission on Pornography (специјална комисија коју је основао амерички председник Роналд Реган у циљу испитивања порнографије, њених зачетака, штетних утицаја и повезаности са организованим криминалом) у Њујорку, тврдећи да:
Када гледате филм Deep Throat, видите како ме силују. Криминал је што се филм још увек приказује; током снимања ка мојој глави је све време био уперен пиштољ.
Пратећи своје сведочење пред комисијом, Бореманова је држала предавања по студентским камповима, факултетима и на многим другим местима, понављајући оптужбе на рачун порнографске индустрије.

### Каснија каријера и смрт
Године 1987. бива заражена хепатитисом због трансфузије крви коју је примила након саобраћајне несреће 1970. године, због чега је морала да трансплантира јетру. Након 22 године брака, разводи се 1996. од супруга Лари Марћанија. Током 2000. године, учествује у забавном ТВ програму E! Entertainment Network.
Године 2001. слика се за магазин Leg Show као Линда Лавлејс. Бранила се говорећи да нема ништа лоше у томе када неко изгледа секси, све док је то са укусом. Нешто касније, порнографски часопис Хаслер (Hustler) је именује за „Губитника месеца“ (Asshole of the Month) за март 2001. године.
Дана 3. априла 2002., Линда је изгубила контролу над својим аутомобилом, који се затим два пута преврнуо. Претрпела је тешке физичке повреде унутрашњих органа. Умрла је 22. априла 2002. године у болници у Денверу, Колорадо, са 53 године. Њен бивши муж Лари Марћани и њихово двоје одрасле деце, Доминик и Линдси, су били са њом у болници када је умрла.
Лари Марћани је том приликом изјавио:
Сви остали могу да је знају по нечем другом, али је ми знамо као маму и Линду.
Упркос чињеници да је Deep Throat зарадио око 600 милиона америчких долара широм света (не зна се тачна сума са сигурношћу), Линда Сузан Бореман није добила апсолутно ништа на име ауторских права и умрла је у сиромаштву.

## Филмографија
- Inside Deep Throat (2005)
- Linda Lovelace: The E! True Hollywood Story (2000)
- Linda Lovelace for President (1975)
- The 46th Annual Academy Awards (1974)
- Sexual Ecstasy of the Macumba (1975) као Линда
- Deep Throat Part II (1974) као медицинска сестра Лајлејс
- The Confessions of Linda Lovelace (1974)
- Exotic French Fantasies (1974)
- Deep Throat (1972)
- Dog Fucker (такође познат и под именом Dogarama) (1969)

## Књиге
Бореманова је главни лик пет ауторизованих биографија:
- Inside Linda Lovelace . 1974.  978-0-902826-11-3..
- The Intimate Diary of Linda Lovelace . 1974.  978-0-523-00394-8..
- Ordeal . 1980.  978-0-517-42791-0..
- Out of Bondage . 1986.  978-0-425-10650-1..
- The Complete Linda Lovelace . 2001.  978-0-9705502-0-0..